# Microphis cuncalus
Microphis cuncalus är en fiskart som först beskrevs av Hamilton 1822.  Microphis cuncalus ingår i släktet Microphis och familjen kantnålsfiskar. IUCN kategoriserar arten globalt som livskraftig. Inga underarter finns listade i Catalogue of Life.